# Felice Anerio
Felice Anerio ( 1560? Řím – 26. nebo 27. září 1614 tamtéž) byl italský skladatel pozdní renesance, příslušník římské školy. Byl starším bratrem skladatele Giovanni Francesca Aneria.

## Život
Anerio se narodil v Římě a prožil tam celý svůj život. Jako chlapec zpíval soprán ve vatikánském sboru Cappella Giulia (1568–1577). Později přešel do skupiny altů a až do roku 1580 zpíval v jiných kostelech. V té době začal komponovat, zejména madrigaly. Byl patrně ovlivněn skladatelem Lucou Marenziem, který byl v té době v Římě velmi populární. Jeho učitelem kompozice byl Giovanni Maria Nanino.
V roce 1584 byl jmenován kapelníkem Collegio degli Inglesi a patrně současně vykonával funkci sbormistra skupiny hudebníků zvané Vertuosa Compagnia dei musici di Roma. V roce 1594 vystřídal Palestrinu ve vedení papežského sboru Sixtinské kaple, což byla nejvýznamnější pozice pro skladatele v Římě.
V roce 1607 nebo o něco málo později byl vysvěcen na kněze. Společně s jiným skladatelem římské školy pracoval na reformě responsorií Římského graduálu.

## Dílo (výběr)

### Chrámové vokální skladby
- Due libri di Madrigali Spirituali (Řím, 1585).
- Due libri di inni sacri (Benátky, 1596 a Řím, 1596).
- Responsorî per la Settimana Santa (a quattro voci; Řím, 1606).
- 13 canzonette spirituali, 12 motet, žalmy, litanie.
- Madrigali ed altre canzoni per la Passio de Nostro Signore in verso heroico (Viterbo, 1604).

### Světská vokální hudba
- Un libro di canzonette (1586).
- Cinque libri di madrigali (1587, 1590, 1598, 1602, rok vydání neznám).
- Další madrigaly, které nejsou zahrnuty do uvedených publikací.

Většinu jeho děl vytiskl K. Proske ve své Božské hudbě (Musica Divina, 1854).